# Todos están muertos
Todos están muertos es el título del tercer álbum de estudio de la banda de rock española Ilegales.

## Producción
Descontento con el sonido de su anterior trabajo Agotados de esperar el fin (1984), el líder y compositor del grupo, Jorge Martínez, se encargó de producir este tercer disco de estudio. 
Grabado por René de Coupaud y Pedro Bastarrica en los estudios Eolo de Gijón, antiguos estudios Norte, en los que la banda realizó sus primeras grabaciones en 1981. El resultado fue un disco con letras tremendamente contundentes y un sonido muy potente.

## Personal
- Guillermo Vijande - Bajo
- Jorge Martínez - Guitarra, voz

## Lista de canciones
| N.º | Título                           | Duración |  |
| 1.  | «El Norte Está Lleno De Frío»    | 6:15     |  |
| 2.  | «Enamorados De Varsovia»         | 3:29     |  |
| 3.  | «Harto De Ser El Malo Del Lugar» | 1:38     |  |
| 4.  | «Eres Una Puta»                  | 1:50     |  |
| 5.  | «Ella Saltó Por La Ventana»      | 1:59     |  |
| 6.  | «No Me Gusta El Trabajo»         | 2:10     |  |
| 7.  | «Está Fascinada»                 | 0:27     |  |
| 8.  | «Bestia, Bestia»                 | 1:20     |  |
| 9.  | «¡Qué Mal Huelen Los Muertos!»   | 2:11     |  |
| 10. | «Hacer Mucho Ruido»              | 2:18     |  |
| 11. | «Todo Lo Que Digáis Que Somos»   | 2:36     |  |
| 12. | «Un Invasor En La Capital»       | 2:12     |  |
| 13. | «Sin Remedio»                    | 4:10     |  |